# Cruz de Federico
La Cruz de Federico (en alemán: Friedrich Kreuz o Friedrich-Kreuz) fue instituida en 1914 por el Duque reinante de Anhalt, Federico II de Anhalt como condecoración no muy diferente a la Cruz de Hierro al mérito en tiempo de guerra.
Existían tres versiones de la Cruz de Federico:
- Una cruz de bronce con cinta verde con los bordes rojos para combatientes.
- Una cruz de bronce con cinta verde con los bordes blancos para no combatientes.
- Una cruz a modo de broche (en alemán steckkreuz) que era llevada sin cinta.[1]

Esta cruz pattée llevaba una corona en el brazo superior y la fecha "1914" en el brazo inferior. En el centro del medallón se halla el monograma del duque, dos "F" entrelazadas. El reverso es liso, pero el centro del medallón lleva el texto "Für Verdienst" ("Al Mérito")
En 1918 la monarquía Anhalt desapareció y la condecoración fue abolida.
Guillermo II de Alemania y el mariscal de campo Paul von Hindenburg llevaron esta cruz.